# Вацлав Пантучек
Вацлав Пантучек (чеськ. Václav Pantůček; нар. 24 листопада 1934, Мікулов, Чехословаччина — пом. 21 липня 1994, Брно, Чехія) — чехословацький хокеїст, нападник.
Чемпіон Європи 1961 року. Член зали слави чеського хокею (з 2010 року) та «Клубу хокейних снайперів» (267 закинутих шайб).

## Клубна кар'єра
У чехословацькій хокейній лізі грав за СК «Кралове Поле» (1952-1955), «Спартак Соколово» (1955-1956) та ЗКЛ (1956-1964). У складі команди із Брно сім разів здобував золоті нагороди національного чемпіонату. Найкращий снайпер ліги 1958 (27 голів), 1961 (35). Всього в чемпіонаті Чехословаччини провів 257 матчів (219 голів).

## Виступи у збірній
У складі національної збірної був учасником двох Олімпіад (1956, 1960).
Брав участь у семи чемпіонатах світу та Європи (1954-1958, 1960, 1961). Другий призер чемпіонату світу 1961; третій призер 1955, 1957. На чемпіонатах Європи — одна золота (1961), дві срібні (1955, 1960) та чотири бронзові нагороди (1954, 1956, 1957, 1958).
На чемпіонатах світу та Олімпійських іграх провів 49 матчів (29 закинутих шайб), а всього у складі збірної Чехословаччини — 92 матчі (48 голів).

## Тренерська діяльність
На тренерській ниві почав працювати відразу після завершення ігрової кар'єри, у СК «Кралове Поле» (1965-1968). У 1968-1969 очолював німецький «Розенгайм», а наступного сезону — югославську команду. На батьківщині працював із «Брно» (1970–1975, 1978–1983), «Жиліною» (1975–1978) та «Ліберцем» (1983–1985).

## Нагороди та досягнення
| Нагороди                 | Команда        | Кіл. | Роки                   |
| ------------------------ | -------------- | ---- | ---------------------- |
| Чемпіонат світу          |                |      |                        |
| Срібло                   | Чехословаччина | 1    | 1961                   |
| Бронза                   | Чехословаччина | 2    | 1955, 1957             |
| Чемпіонат Європи         |                |      |                        |
| Золото                   | Чехословаччина | 1    | 1961                   |
| Срібло                   | Чехословаччина | 2    | 1955, 1960             |
| Бронза                   | Чехословаччина | 4    | 1954, 1956, 1957, 1958 |
| Чемпіонат Чехословаччини |                |      |                        |
| Золото                   | ЗКЛ (Брно)     | 7    | 1957, 1958, 1960-1964  |